# Tramlijn 476 (NMVB Borgworm)/Luik
Tramlijn 476 (NMVB) was de buurtspoorweglijn Sint-Truiden - Oreye - Ans. In dit artikel wordt voornamelijk het baanvak Sint-Truiden - Oreye besproken, dat vóór 1936 tot de groep Limburg van de NMVB behoorde en in de spoorboekjes onder tabel nummer 473 stond. Het werd geopend in 1892 en gesloten in 1956.

## Inoverwegingneming, vergunning, aanleg en verpachting
De NMVB vroeg de inoverwegingneming van de lijn Sint-Truiden - Oreye aan op 13 december 1888 en verkreeg ze op 16 april 1889. De vergunning werd aangevraagd op 18 september 1890 en verleend bij Koninklijk Besluit van 27 december 1891. Het kapitaal (nr. 53) was als volgt samengesteld: 216.000 fr van de Staat, 252.000 fr van de provincie Limburg, 36.000 fr van de provincie Luik, 357.000 fr van de gemeenten en 3.000 fr van particulieren. De exploitatie werd verpacht aan de S.A. du chemin de fer vicinal d’Ans à Oreye et extensions, die ook het reeds op 1 juni 1890 geopende baanvak Ans – Oreye in de provincie Luik exploiteerde. De lijn werd geopend op 24 oktober 1892 voor het goederenvervoer en op 26 november 1892 voor het reizigersvervoer. Na de lijn Leopoldsburg - Bree - Maaseik, geopend in 1888-1890, was dit de tweede buurtspoorweglijn die in Limburg werd aangelegd.

## Verloop van de lijn, stations en stopplaatsen
De lijn vertrok uit de stelplaats gelegen ten zuidwesten van het spoorwegstation van Sint-Truiden, naast de Tiensesteenweg, op de plaats die in de volksmond 'de oude statie' genoemd werd omdat daar van 1839 tot 1883 het eerste spoorwegstation van Sint-Truiden had gestaan. Ze liep over het Stationsplein in een boog naar de Stationsstraat, die ze langs de noordzijde volgde tot aan de Tiensepoort. Van daar liep ze in eigen bedding door 'Sint-Anneke' naar de Spaanse Brug, Naamsepoort en Naamsevest (telkens aan de noordzijde van de bestrating) tot aan de Luikerpoort. Daar boog ze af naar de Luikersteenweg, die ze langs de zuidwestzijde bleef volgen tot voorbij de provinciegrens tussen Heers en Oreye. Vlak voor het kruispunt 'Ramkin' kruiste ze de steenweg naar de noordoostzijde en volgde die tot aan het station en de stelplaats van Oreye. De sporen van die stelplaats lagen in een loodrechte hoek op de steenweg. Van daar liep de lijn dan verder richting Luik. 
In Sint-Truiden was de lijn verbonden met de buurtspoorweglijnen naar Tienen (vanaf 29 juni 1907, deze lijn liep vanuit de stelplaats naar het westen) en naar Herk-de-Stad (vanaf 15 mei 1913, deze lijn takte af op het Stationsplein rechtdoor naar de Diestsepoort).
In Brustem, ter hoogte van het huidige kruispunt met de Vliegveldlaan en de Oude Borgwormsesteenweg, takte zuidwaarts de buurtspoorweglijn naar Hannuit af (geopend op 9 maart 1911).
In Klein-Gelmen, aan de Bovelingenstraat, takte een industrieaansluiting af naar de suikerfabriek (bietenrasperij) van Mechelen-Bovelingen. Deze lijn van ongeveer 2 km lang liep eerst in eigen bedding aan de westkant van de Bovelingstraat tot aan de wijk Marsnil, dwarste daar de straat en eindigde even verder in de suikerfabriek.
In Oreye was de lijn verbonden met de buurtspoorweglijnen Hasselt - Borgloon - Oreye (vanaf 3 oktober 1900; de lijn takte aan in 'Ramkin') en Oreye - Waremme (vanaf 15 oktober 1892; de lijn vertrok uit de stelplaats van Oreye in zuidwestelijke richting).
Het baanvak Sint-Truiden - Oreye was 17 km lang, met de volgende stations en stopplaatsen [Telegrafische afkortingen tussen vierkante haakjes]:
- Sint-Truiden (Staatsstatie) [FST]
- Sint-Truiden (Tiensestraat)
- Sint-Truiden (Naamsepoort)
- Sint-Truiden (Luiksepoort)
- Baan op Aalst
- Brustem (Statie)
- Saffraanberg
- Engelmanshoven
- Gelinden (Dorp)
- Gelinden (Statie) [MLD]
- Klein-Gelmen
- Klein-Gelmen (Weg naar Mechelen)
- Heers (Statie) [MHE]
- Heers (Dorp)
- Ramkin
- Oreye (Stelplaats) [LYR]

Er waren uitwijksporen in Sint-Truiden op de Luikersteenweg (voorbij het kruispunt met de Aalsterweg), Brustem (Statie), Engelmanshoven, Gelinden (Statie) en Heers (Statie).

## Eerste Wereldoorlog
Tijdens de Eerste Wereldoorlog werden veel buurtspoorlijnen opgebroken door de Duitse bezetter, maar de lijn Sint-Truiden - Luik ontsnapte daaraan. Deze lijn maakte deel uit van het hoofdnetwerk van buurtspoorwegen waarop tijdens de oorlog reizigersverkeer over lange afstand werd georganiseerd. Er reden toen dagelijks twee of drie rechtstreekse stoomtrams van Brussel (Daillyplein) via de lijn Sint-Truiden - Oreye naar Ans bij Luik en terug, die de totale afstand in vier à vijf uur aflegden.

## Interbellum - Elektrificatie
Op 1 januari 1928 werd de exploitatie van de lijn overgenomen door de NMVB. In de tijd tussen de twee wereldoorlogen werd de concurrentie van het wegvervoer steeds groter. Op een aantal secundaire lijnen werd getracht die concurrentie op te vangen door reizigersvervoer per autobus te organiseren, wat aan de NMVB was toegestaan door een nieuwe wet van 29 augustus 1931. Ofwel werd getracht de exploitatiekosten te drukken door spoorauto's (autorails met dieselmotor) in te zetten voor het reizigersvervoer. Voor drukkere lijnen en lijnen rondom de grote steden werd elektrificatie overwogen. Dat laatste was het geval voor de lijn Sint-Truiden - Luik. De baanvakken Ans - Alleur en Alleur - Oreye werden op 1 december 1930 respectievelijk 2 augustus 1931 geëlektrificeerd en op 15 juni 1936 was het de beurt aan het baanvak Sint-Truiden - Oreye. In 1936 werd ook een geëlektrificeerde verbindingslijn aangelegd tussen Alleur en Rocourt op de buurtspoorlijn Tongeren - Luik (Place St-Lambert), zodat de trams uit Sint-Truiden en Oreye hun eindpunt niet langer hadden in Ans maar konden doorrijden tot in het hart van de Vurige Stede.

## Afbouw na de Tweede Wereldoorlog
Na de Tweede Wereldoorlog werden veel buurtspoorlijnen stilaan afgebouwd en werden de trams voor reizigers vervangen door autobusdiensten. Sommige lijnen bleven nog een tijdje in dienst voor goederenvervoer, totdat ook daar de concurrentie van het wegvervoer te groot werd en de spoorlijnen werden gesloten en opgebroken. Op de lijn Sint-Truiden - Oreye werd het reizigersvervoer stilgelegd op 24 oktober 1956, het goederenvervoer op 7 januari 1957 (na afloop van de suikerbietencampagne, de lijn bediende immers ook de suikerfabrieken van Oreye, Mechelen-Bovelingen en Sint-Truiden). Van Oreye richting Luik bleven de elektrische trams nog rijden tot 20 december 1959, toen ook dat baanvak werd gesloten voor alle verkeer. Het baanvak Sint-Truiden - Oreye werd opgebroken in de jaren 1957-1958.

## Dienstregeling
Vóór de Eerste Wereldoorlog waren er dagelijks zes ritten heen en terug tussen Sint-Truiden en Oreye. De stoomtrams legden de afstand van 17 km af in ongeveer een uur. In het spoorboekje van 1931 zijn er nog slechts vijf heen-en-terugritten per dag maar is de ritduur ingekort tot circa 50 minuten.
Met de elektrificatie van de lijn in 1936 verandert de dienstregeling drastisch. De lijn Sint-Truiden - Luik wordt vanaf dan als één geheel geëxploiteerd met elektrische trams door de 'groep Luik' van de NMVB. In het spoorboekje van 1937 is er een uurdienst met 16 heen-en-terugritten per dag, afwisselend een rit die alle stopplaatsen bedient en het traject Sint-Truiden - Luik aflegt in anderhalf uur, en een 'sneldienst' die sommige stopplaatsen overslaat en er een kwartier minder over doet. In het spoorboekje van 1949-1950 is het experiment met de 'sneldiensten' blijkbaar stopgezet maar zijn er nog steeds 16 ritten per dag. In het spoorboekje van 1956, het laatste jaar dat de trams reden, is het aanbod opgelopen tot 21 ritten per dag. Zie hieronder als illustratie enkele dienstregelingstabellen.

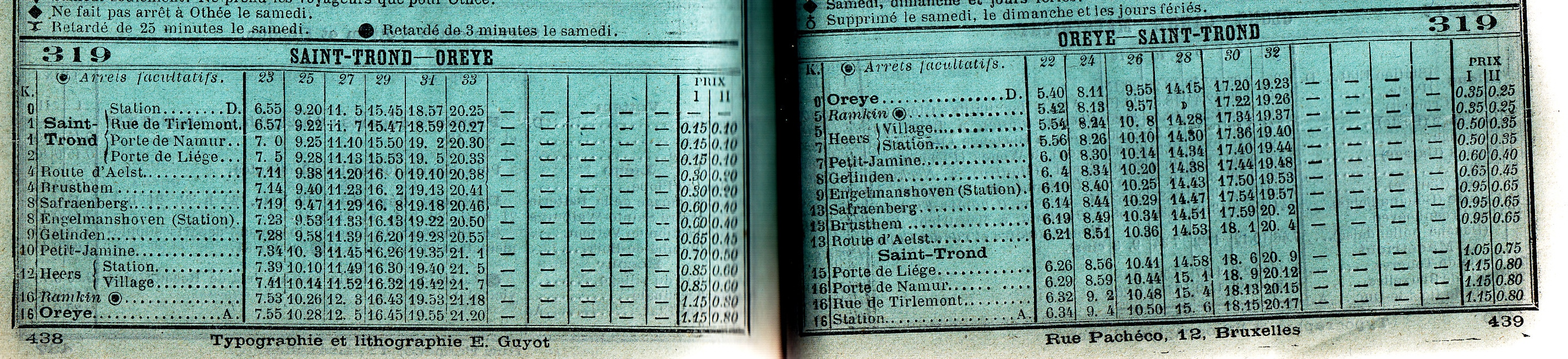
Dienstregelingtabel 319 januari-april 1907
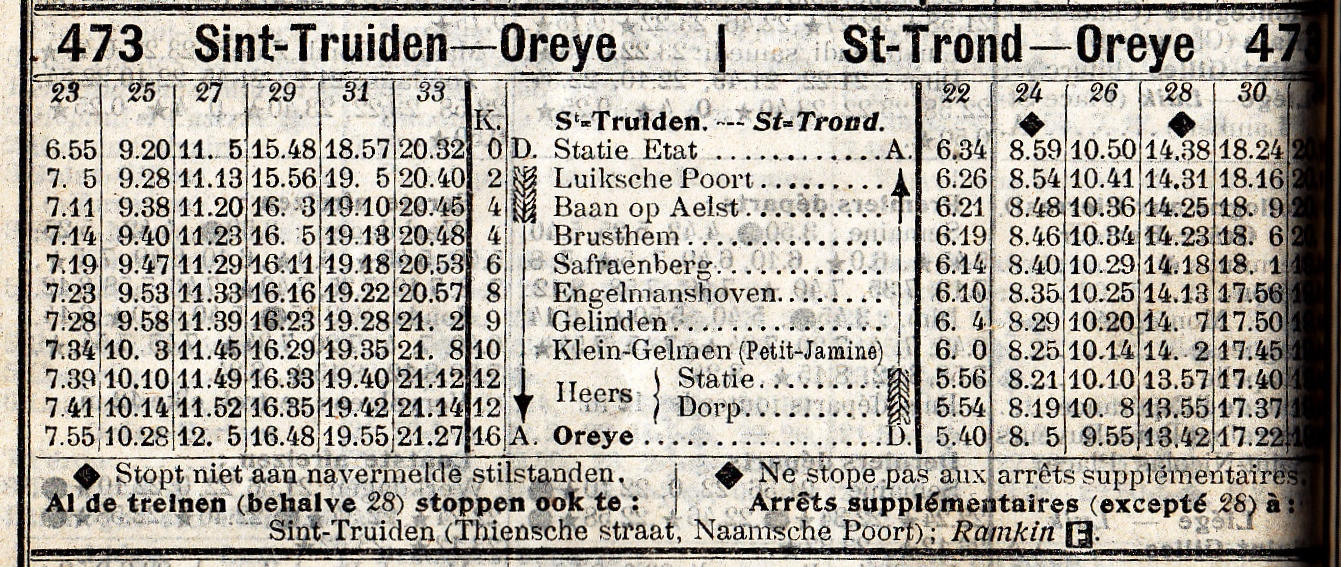
Dienstregelingtabel 473 mei-juni 1914
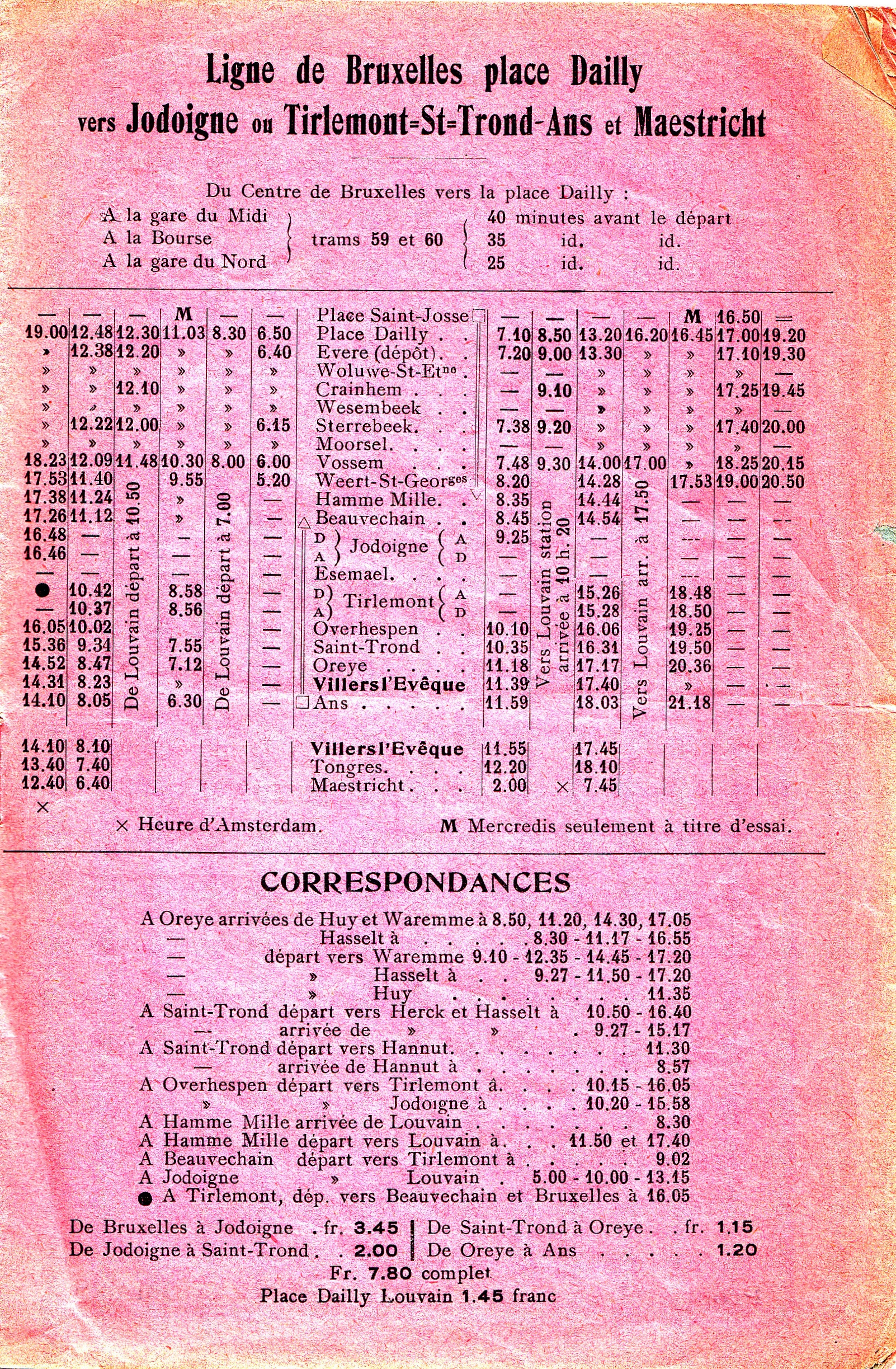
Sneltrams tijdens W.O. I 1 juli 1915
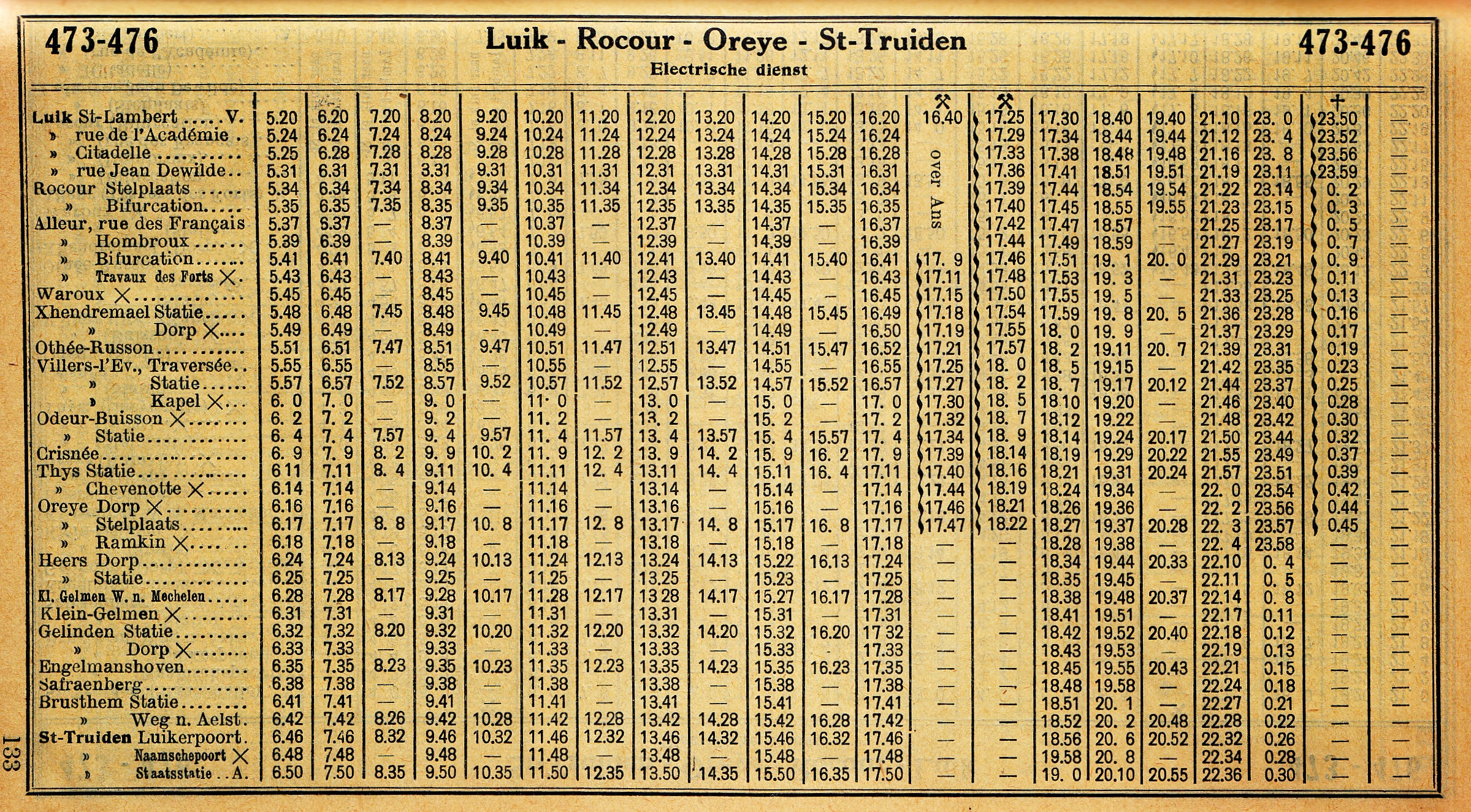
Dienstregelingtabel 473 22 mei - 2 oktober 1937
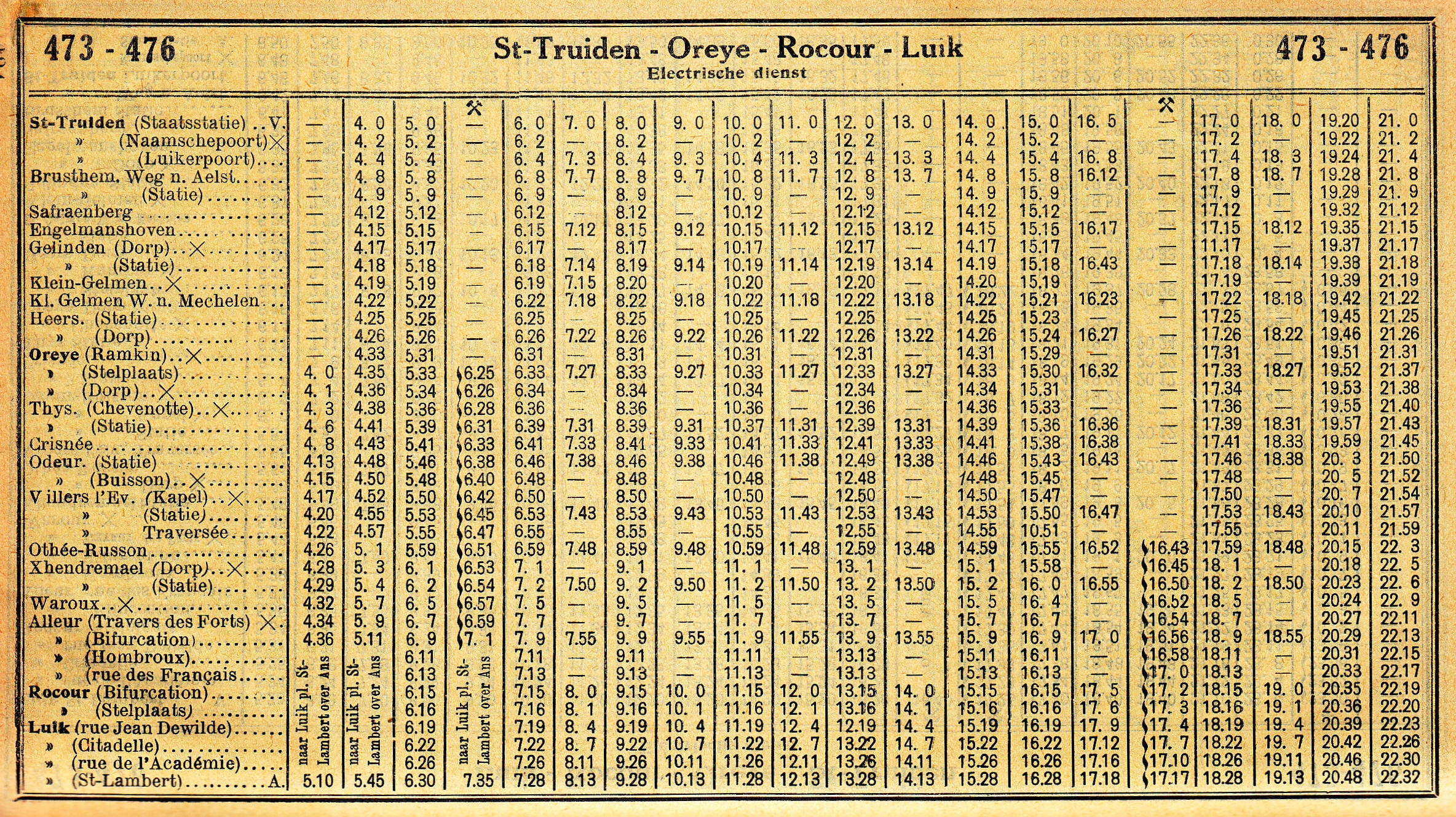
Tabel 473 (vervolg) 22 mei - 2 oktober 1937
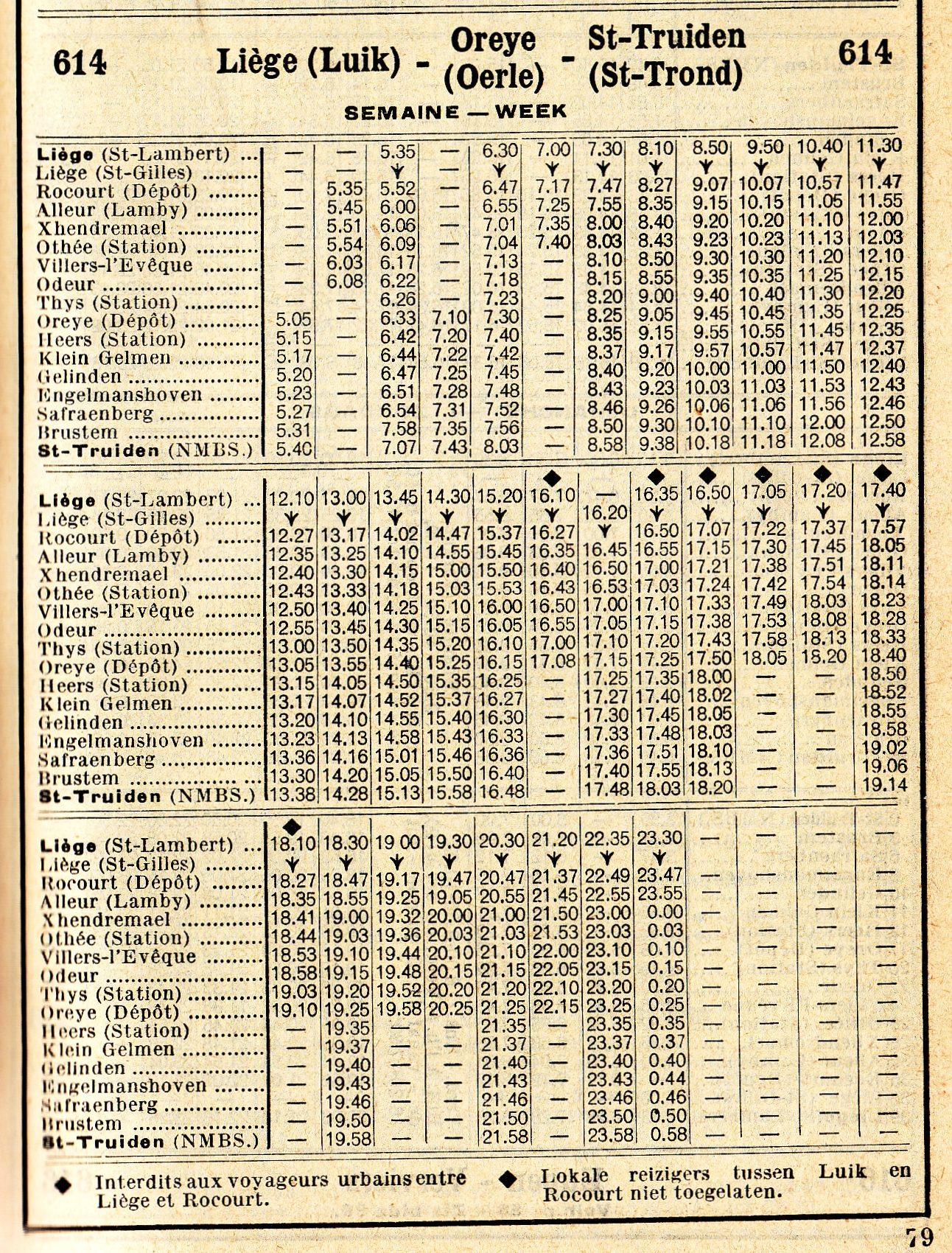
Dienstregelingtabel 614 22 mei - 1 oktober 1955
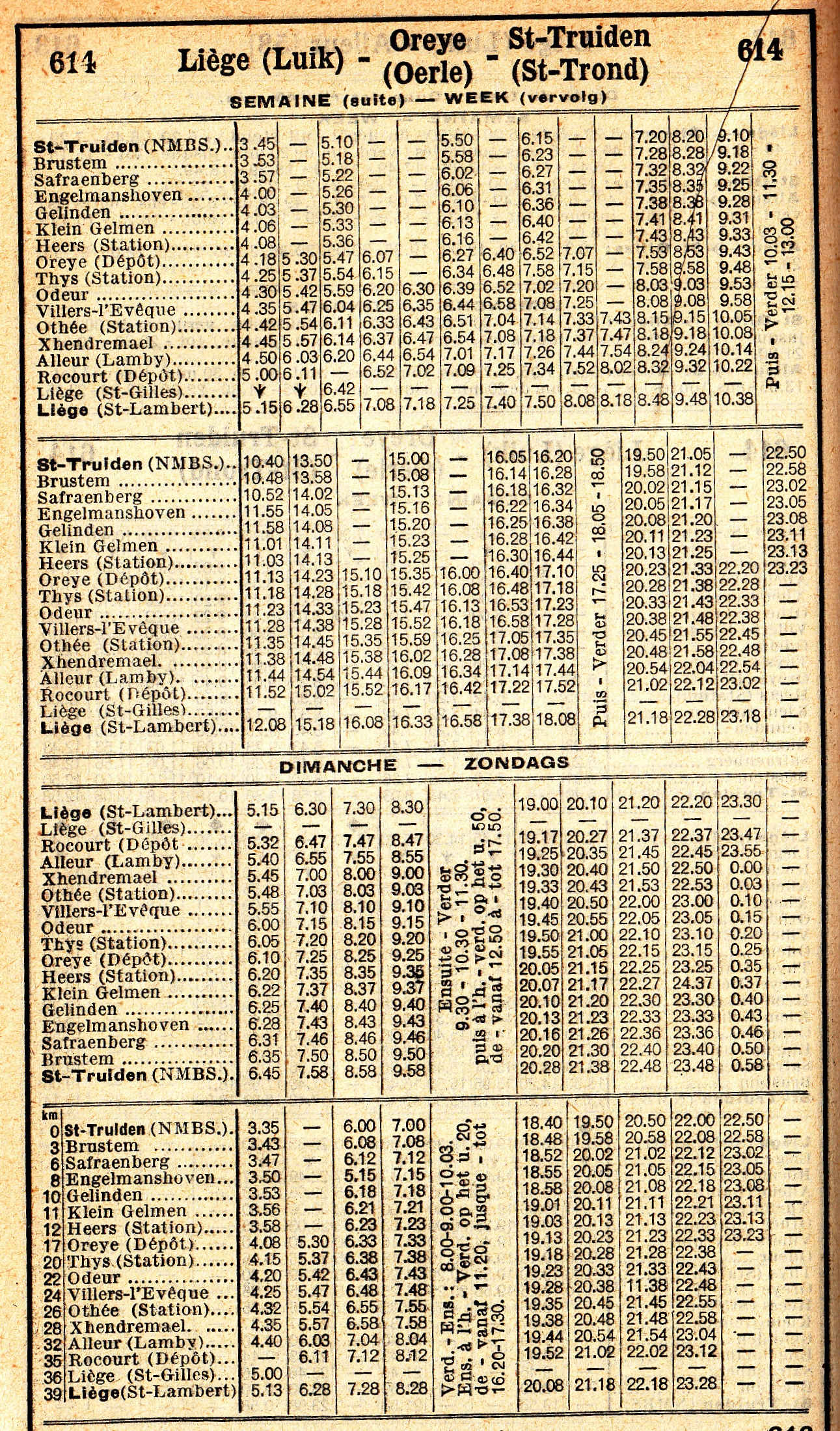
Tabel 614 (vervolg) 22 mei - 1 oktober 1955

## Overblijfselen in het landschap
Het stationsgebouw en de stelplaats van Oreye bestaan nog steeds en worden gebruikt door de TEC.